# Усть-Ухта
Усть-Ухта́ (комі Уквавом) — село в Сосногорському районі Республіки Комі Російської Федерації. Адміністративний центр району — місто Сосногорськ.

## Географія
Село відноситься до Печорського басейну. Розташоване у географічному центрі республіки, на лівому березі річки Іжми (басейн Печори), за 345 км від Сиктивкара і за 10 — від Ухти.
Основні водні артерії  — річки Іжма та Ухта.

## Історія
Рік заснування — 1799. Перший поселенець — Василь Зотійович Кустишев з села Коні.
У 1863 році у селі заклали дерев'яну церкву в ім'я пророка Іллі.
У 1867 році у селі вже було 169 мешканців: 75 чоловіків і 94 жінки. Дворів — 23.
1 жовтня 1897 року у селі відкрили першу школу — церковно-парафіяльну, на 24 учня.
У травні 1908 року в селі відкрили пост гідрометеослужби. У лютому 1948 року — її закрили. У зв'язку з відкриттям метеослужби в Ухтинському аеропорту.
З початку XX століття історія села тісно пов'язана з розвитком нафтопромислів на річці Ухта. Мешканці села наймалися сезонними робітниками на будівництво бурових вишок та інших будівель і заготівлю лісоматеріалу для будівництва.
2 лютого 1975 року у селі відкрився Історико-краєзнавчий музей.

## Персоналії

### Уродженці Усть-Ухти
- Істомін Петро Онисимович (*1891 — †1919) — перший комі льотчик.
- Рочев Яків Митрофанович (*1909 — †1977) — комі письменник.

### Пов'язані з Усть-Ухтою
- Ігушев Євген Олександрович (нар.1939) — комі вчений-філолог, прозаїк.